# Alê Silva
Alessandra Silva Ribeiro (Petrópolis, 4 de julho de 1974), mais conhecida como Alê Silva, é uma política brasileira filiada ao Partido Renovação Democrática. É ex-deputada federal pelo estado de Minas Gerais. Foi eleita para o primeiro mandato na eleição de 2018, pelo Partido Social Liberal (PSL). Foi suspensa pelo partido, junto com outros quatro deputados ligados ao presidente Jair Bolsonaro, em 18 de outubro de 2019, sob suspeita de ataques ao partido e ao presidente da sigla.
Filiada ao Republicanos, obteve 34 779 votos nas eleições de 2022, mas não conseguiu a reeleição.
Nas eleições municipais de 2024, foi candidata a prefeita em Ipatinga pelo PRD. Ficou em sexto lugar na votação entre oito candidatos, com 2,92% dos votos válidos.

## Controvérsias

### Denúncias contra o PSL
Em 2019, denunciou o então Ministro do Turismo e seu colega de partido, Marcelo Álvaro Antônio (PSL), de organizar um esquema de candidaturas laranjas para desviar dinheiro durante campanha eleitoral de 2018. Em abril do mesmo ano, Alê Silva voltou a denunciar Marcelo para Polícia Federal, desta vez alegando ter sofrido ameaças de morte do mesmo após a denúncia de corrupção.

### Dança no Salão Verde
Em maio de 2021, gravou um vídeo dançando a música “Carpinteiro”, no salão verde da Câmara dos Deputados. A publicação ganhou repercussão e críticas na imprensa e redes social.

### Expulsão de voo
Em 2021, após ser identificada a presença de uma tesoura infantil em sua bagagem no Aeroporto de Confins, Alê Silva discordou do processo de inspeção de bagagens e prosseguiu para o embarque da aeronave, mesmo sem autorização. Ela foi retirada da aeronave pela Polícia Federal (PF) e pôde embarcar novamente após descartar a tesoura, material não permitido pelas regras da Agência Nacional de Aviação Civil (ANAC). 